# Processos gerenciais
Processos Gerenciais, também conhecido como Gestão de Negócios ou Gestão Empresarial é um campo de estudo multidisciplinar que mescla tecnologia, ciências humanas e exatas, visando contribuir para a inovação e melhoria dos processos gerenciais das organizações. Aborda mais precisamente administração, relações públicas, economia, sociologia, empreendedorismo, contabilidade, matemática financeira, comunicação social, rh, marketing, propaganda e sistemas de informação. Porém, não deve ser confundido com Gestão Comercial ou Empreendedorismo. 
Desenvolvido em algumas instituições, é atualmente ensinado como tecnólogo em faculdades referência no país, como FGV e Fatecs. Visando o aspecto prático, os profissionais são altamente capacitados para gerir pessoas e organizações.
O curso de graduação Tecnológica em Processos Gerenciais foi eleito o melhor curso do Brasil, por três anos consecutivos (2009, 2010 e 2011), na avaliação dos próprios alunos, em pesquisa realizada pela Associação Brasileira dos Estudantes de Educação a Distância – ABE-EAD . Sua ampla gama de conhecimentos, o perfil prático e inovador vem atraindo muitos estudantes ao longo dos anos, o que vem moldado novas instituições a abrirem cursos presenciais e EAD por todo o país.

## Graduação
No dia 13 de novembro de 2009 o tecnólogo em processos gerenciais foi reconhecido como profissional apto para gerir empresas pelo Conselho Federal de Administração, Resolução Normativa nº 373, de 12/11/09, e a Resolução Normativa nº 374, de 12/11/09.
O Curso Superior de Tecnologia em Processos Gerenciais tem como foco de estudo a Administração de pequenas, médias e grandes empresas. O profissional dessa área pode ter uma formação mais generalista ou mais específica, que se foca mais em um setor. Sendo assim, pode atuar em praticamente todos os setores administrativos de organizações de qualquer segmento. A diferença entre o tecnólogo em Processos Gerenciais e o bacharel em Administração são aplicadas as disciplinas mais práticas. O profissional desta área também pode abrir e gerenciar/administrar seu próprio negócio.
Ao contrário do Bacharel, a Tecnologia em Processos Gerenciais tem o foco mais definido e aborda tópicos aplicados a gestão diretamente, contemplando menos teoria e aplicando mais situações, cases, e estudos à rotina dos futuros administradores. Também tem a oportunidade de estudar a disciplina de Sistema de Informações, que o deixa mais atualizado em relação a informática (E-commerce, E-business,CRM e outras para IC- Inteligência Competitiva), que atualmente é um setor que vem disparando em vendas e popularidade no comércio e no mercado de trabalho. Além de sistema de informação ele também aprenderá um pouco na área de 'web designer', Gestão da Qualidade com as normas ISO, Gestão Ambiental Empresarial, Gestão Estratégica de Custos, Direito, Logística, Gestão Financeira, dentre outras, proporcionando soluções interdisciplinares em uma empresa e o desenvolvimento da mesma.  
No ano de 2010 este curso começou a ser oferecido também na Universidade Federal de Mato Grosso do Sul, na cidade de Campo Grande, de forma presencial, com duração de dois anos, com aulas ministradas de segundas às sextas-feiras no período noturno e aos sábados pela manhã 1º, 2º e 4º semestres e sábado pela manhã e tarde no 3º semestre, preparando o aluno para atuar em vários setores já que é mais generalista com uma grade curricular bastante ampla e interessante, também oferecido pela Faculdade de Educação Tecnológica do Estado do Rio de Janeiro na cidade de  Duque de Caxias e na Universidade Federal Fluminense na cidade do Rio de Janeiro. O Tecnólogo pode posteriormente à sua formação, aprofundar-se em seus estudos cursando a pós-graduação Stricto sensu (Mestrado e Doutorado) e Lato sensu (Especialização).
Algumas instituições como a Fatec São Carlos proporcionam uma formação focada em Marketing, Produção, RH e Finanças. A graduação se diferencia por meio de projetos interdisciplinares, visitas técnicas e por estimular e assegurar a visão empreendedora para que o tecnólogo tenha capacidade de gerenciar seu próprio negócio, bem como equipes de trabalho.